# Ogovia pudens
Ogovia pudens är en fjärilsart som beskrevs av Holland 1894. Ogovia pudens ingår i släktet Ogovia och familjen nattflyn. Inga underarter finns listade i Catalogue of Life.